# 巴里亞季諾區

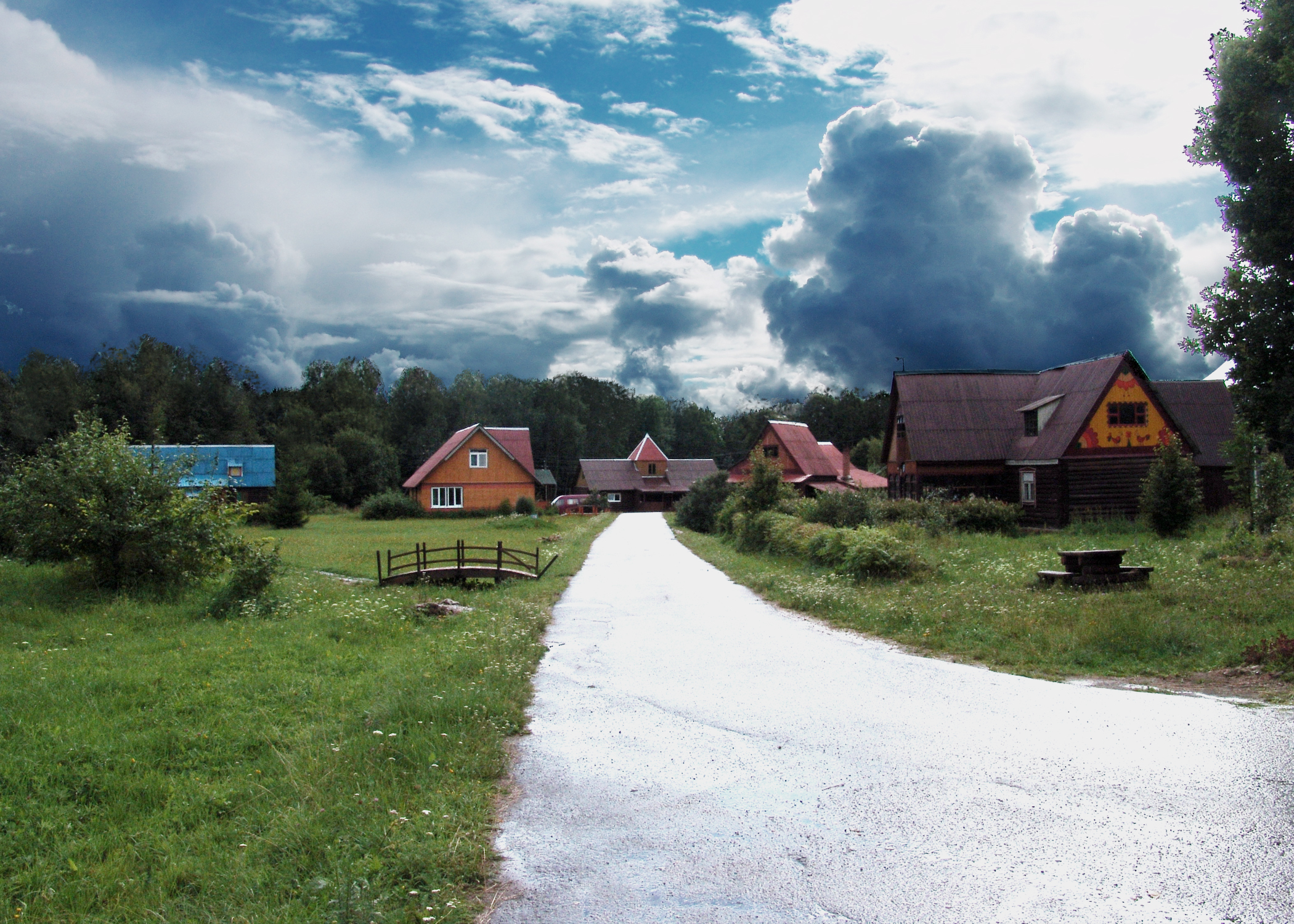

54°43′28″N 36°50′12″E / 54.72444°N 36.83667°E
巴里亞季諾區（俄语：Барятинский район），是俄羅斯的一個區，位於該國西部，由卡盧加州負責管轄，面積1,110平方公里，2010年該區人口6,340，人口密度每平方公里5.71人。